# Ligularia rumicifolia
Ligularia rumicifolia là một loài thực vật có hoa trong họ Cúc. Loài này được (J.R.Drumm.) S.W.Liu mô tả khoa học đầu tiên năm 1985.